# Clarkson Valley (Misuri)
Clarkson Valley es una ciudad ubicada en el condado de San Luis en el estado estadounidense de Misuri. En el Censo de 2010 tenía una población de 2632 habitantes y una densidad poblacional de 369,53 personas por km².

## Geografía
Clarkson Valley se encuentra ubicada en las coordenadas 38°37′30″N 90°35′35″O / 38.62500, -90.59306. Según la Oficina del Censo de los Estados Unidos, Clarkson Valley tiene una superficie total de 7.12 km², de la cual 6.99 km² corresponden a tierra firme y (1.89%) 0.13 km² es agua.

## Demografía
Según el censo de 2010, había 2632 personas residiendo en Clarkson Valley. La densidad de población era de 369,53 hab./km². De los 2632 habitantes, Clarkson Valley estaba compuesto por el 92.86% blancos, el 1.48% eran afroamericanos, el 0% eran amerindios, el 3.53% eran asiáticos, el 0.15% eran isleños del Pacífico, el 0.65% eran de otras razas y el 1.33% pertenecían a dos o más razas. Del total de la población el 2.17% eran hispanos o latinos de cualquier raza.